# Dumitreștii-Față
Dumitreștii-Față – wieś w Rumunii, w okręgu Vrancea, w gminie Dumitrești. W 2011 roku liczyła 219
mieszkańców